# Vahtero
Vahtero est un quartier et une zone statistique du district central de Kouvola en Finlande .

## Description
Vahtero est situé sur le côté sud-est du centre-ville. 
Vahtero est principalement un quartier de petites maisons construites dans les années 1980 et 1990. 
Vahtero abrite l'école primaire de Vahtero et, entre autres, un K-Market.
Les quartiers voisins sont Kangas, Sarkola, Kankaro, Mielakka et Kiehuva.

## Galerie

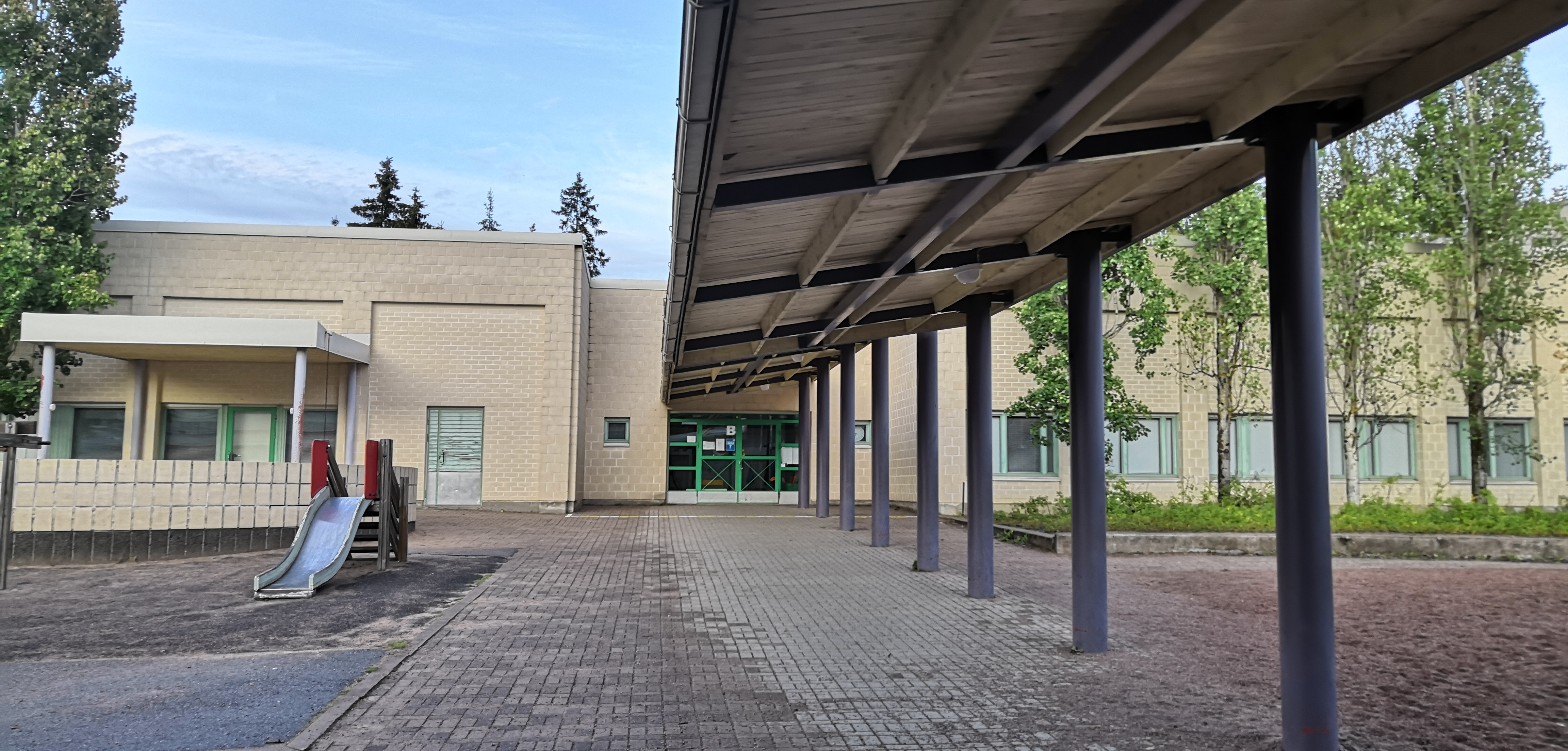
École de Vahtero.